# The Better 'Ole
Pour plus de détails, voir Fiche technique et Distribution.
The Better 'Ole est un film américain réalisé par Charles Reisner, sorti en 1926.

## Synopsis
William Busby, un sergent jovial de Limey, découvre que le major de son régiment est un espion allemand en collusion avec Gaspard, l'aubergiste local. Les espions se méfient de lui et empoisonnent son vin qu'il renverse et fit un trou dans le sol par lequel Gaspard tombe dans la cave. En essayant de le sauver, Busby découvre une cage de pigeons voyageurs. Prévenus par le major, les Allemands bombardent un opéra où Busby et son camarade Alf se produisent. Ils s'échappen en se faisant passer pour un cheval et se font ensuite passer pour des soldats allemands dans un régiment. Busby parvient à obtenir une photo du major saluant le général allemand mais elle tombe entre les mains de Joan, un prisonnier de guerre. Busby est obligé de se joindre à une attaque allemande contre les Britanniques, et bien qu'il sauve son propre régiment, il est abattu en tant qu'espion allemand. Un vieil ami, cependant, a remplacé les vraies cartouches vierges, et Busby est gracié lorsque Joan et son ami Bert arrivent avec la photographie incriminée qui l'innocente.

## Fiche technique
- Titre : The Better 'Ole
- Réalisation : Charles Reisner
- Scénario : Darryl F. Zanuck, Charles Reisner et Robert E. Hopkins d'après la pièce de Bruce Bairnsfather et Arthur Eliot
- Directeur de la photographie : Edwin B. DuPar
- Montage : Ray Enright
- Musique : Maurice Baron
- Société de production : Warner Bros.
- Pays de production :  États-Unis
- Format : Noir et blanc — 35 mm — 1,37:1 — Son : Mono
- Genre : Comédie dramatique, Film de guerre
- Durée : 67 minutes
- Dates de sortie : 
  - États-Unis : 7 octobre 1926 (première)
  - États-Unis : 23 octobre 1926 (sortie nationale)
  - Royaume-Uni : 26 novembre 1926 (Londres)

## Distribution
- Syd Chaplin : William Busby
- Harold Goodwin : Bert Chester
- Jack Ackroyd : Alfie
- Edgar Kennedy : Caporal Austin
- Charles K. Gerrard :  Russett
- Olaf Hytten : Officier allemand
- Hank Mann : Soldat allemand
- Tom McGuire : Général anglais
- Kewpie Morgan : Général Stein